# Tachygyna
Tachygyna là một chi nhện trong họ Linyphiidae.